# Subbekasha
Subbekasha flabellifera es una especie de araña araneomorfa de la familia Linyphiidae. Es el único miembro del género monotípico Subbekasha.

## Distribución
Se encuentra en Saskatchewan en Canadá.